# Gabriela Melinescu
Gabriela Cornelia Melinescu, född 16 augusti 1942 i Bukarest, död 15 oktober 2024 i Stockholm, var en rumänsk-svensk författare, poet, översättare, illustratör och redaktör.
Sin litterära debut gjorde hon i Rumänien 1959. 1975 flyttade hon till Sverige och gifte sig med förläggaren René Coeckelberghs (1936–1989). Hon skrev på rumänska, franska och svenska och belönades under sin livstid bland annat med De Nios pris (1989 och 2003) och Svenska Akademiens pris för introduktion av svensk kultur utomlands (2005).

### Översättningar (urval)
- Emanuel Swedenborg: Cartea de vise (Drömboken) (Univers, 1995)
- Ileana Mălăncioiu: Skärseldsberget: dikter (översatt tillsammans med Agneta Pleijel och Dan Shafran, Hypatia, 1995)
- August Strindberg: Jurnal ocult (Ockulta dagboken) (Univers, 1997)
- Birgitta Trotzig: În inima de rubin (I rubinhjärtat) (Univers, 1998)
- Göran Sonnevi: Cartea sunetelor (Univers, 2000)
- Heliga Birgitta: Învaţă-mă să iubesc (România press, 2000)
- Katarina Frostenson: Ioni (Joner) (Polirom, 2003)
- Kjell Espmark: Scris în piatră: poeme (översatt tillsammans med Dan Shafran, Ed. Fundaţiei Culturale Române, 2003)

## Priser och utmärkelser
- De Nios Vinterpris, 1989, 2003
- Svenska Akademiens pris för introduktion av svensk kultur utomlands, 2005